# Discographie de T.I.
Cet article liste la discographie du rappeur américain T.I..

## Singles
| I'm Serious (featuring Beenie Man)                                                           | 2001 | —   | —[A] | —  | —  | —  | —  | —  | —  | —  | —   |                                                                       | I'm Serious                    |
| 24's                                                                                         | 2003 | 78  | 27   | 15 | —  | —  | —  | —  | —  | —  | —   |                                                                       | Trap Muzik                     |
| Be Easy                                                                                      | 2003 | —   | 55   | —  | —  | —  | —  | —  | —  | —  | —   |                                                                       | Trap Muzik                     |
| Rubber Band Man                                                                              | 2004 | 30  | 15   | 11 | —  | —  | —  | —  | —  | —  | —   |                                                                       | Trap Muzik                     |
| Let's Get Away (featuring Jazze Pha)                                                         | 2004 | 35  | 17   | 10 | —  | —  | —  | —  | —  | —  | —   |                                                                       | Trap Muzik                     |
| Bring Em Out                                                                                 | 2004 | 9   | 6    | 4  | —  | —  | —  | —  | —  | —  | 59  | - RIAA: Platinum                                                      | Urban Legend                   |
| U Don't Know Me                                                                              | 2005 | 23  | 6    | 4  | —  | —  | —  | —  | —  | —  | —   | - RIAA: Platinum                                                      | Urban Legend                   |
| ASAP                                                                                         | 2005 | 75  | 18   | 14 | —  | —  | —  | —  | —  | —  | —   | - RIAA: Gold                                                          | Urban Legend                   |
| What You Know                                                                                | 2006 | 3   | 1    | 1  | —  | —  | —  | —  | —  | —  | 80  | - RIAA: 2× Platinum                                                   | King                           |
| Why You Wanna (featuring Shy’m)                                                              | 2006 | 29  | 5    | 4  | 49 | —  | —  | 17 | —  | 43 | 22  | - RIAA: Gold                                                          | King                           |
| Live in the Sky (featuring Jamie Foxx)                                                       | 2006 | —   | 57   | —  | —  | —  | —  | —  | —  | —  | 83  |                                                                       | King                           |
| Top Back                                                                                     | 2006 | 29  | 13   | 8  | —  | —  | —  | —  | —  | —  | —   | - RIAA: Platinum                                                      | King                           |
| Big Shit Poppin' (Do It)                                                                     | 2007 | 9   | 7    | 2  | —  | 75 | —  | —  | 8  | —  | —   | - RIAA: Platinum - RMNZ: Gold                                         | T.I. vs. T.I.P.                |
| You Know What It Is (featuring Wyclef Jean)                                                  | 2007 | 34  | 11   | 5  | —  | —  | —  | —  | —  | —  | —   |                                                                       | T.I. vs. T.I.P.                |
| Hurt (featuring Alfamega and Busta Rhymes)                                                   | 2007 | —   | 89   | —  | —  | —  | —  | —  | —  | —  | —   |                                                                       | T.I. vs. T.I.P.                |
| No Matter What                                                                               | 2008 | 72  | 42   | 17 | —  | 66 | —  | —  | —  | —  | —   | - RIAA: Platinum                                                      | Paper Trail                    |
| Whatever You Like                                                                            | 2008 | 1   | 1    | 1  | 13 | 12 | 57 | 19 | 1  | —  | 47  | - RIAA: 3× Platinum - RMNZ: Platinum - BPI: Silver                    | Paper Trail                    |
| Swing Ya Rag (featuring Swizz Beatz)                                                         | 2008 | 62  | 53   | 29 | —  | —  | —  | —  | —  | —  | —   |                                                                       | Paper Trail                    |
| What Up, What's Haapnin                                                                      | 2008 | 84  | 97   | 34 | —  | —  | —  | —  | —  | —  | —   |                                                                       | Paper Trail                    |
| Swagga Like Us (with Jay-Z, featuring Kanye West and Lil Wayne)                              | 2008 | 5   | 11   | 4  | —  | 19 | —  | —  | —  | —  | 33  | - RIAA: Platinum - MC: Gold                                           | Paper Trail                    |
| Ready for Whatever                                                                           | 2008 | 57  | —    | —  | —  | 62 | —  | —  | —  | —  | —   |                                                                       | Paper Trail                    |
| Live Your Life (featuring Rihanna)                                                           | 2008 | 1   | 2    | 1  | 3  | 4  | 12 | 3  | 2  | 8  | 2   | - RIAA: 4× Platinum - ARIA: Platinum - BPI: Platinum - RMNZ: Platinum | Paper Trail                    |
| Dead and Gone (featuring Justin Timberlake)                                                  | 2009 | 2   | 2    | 1  | 4  | 3  | 7  | 3  | 2  | 18 | 4   | - RIAA: 3× Platinum - ARIA: Platinum - BPI: Gold - RMNZ: Platinum     | Paper Trail                    |
| Remember me (featuring Mary J. Blige)                                                        | 2009 | 29  | 42   | —  | —  | 21 | —  | 19 | —  | —  | 34  | - ARIA: Platinum                                                      | Paper Trail: Case Closed       |
| Hell of a Life                                                                               | 2009 | 54  | 71   | —  | —  | 43 | —  | —  | —  | —  | —   |                                                                       | Paper Trail: Case Closed       |
| I'm Back                                                                                     | 2010 | 44  | 12   | 7  | —  | 44 | —  | —  | —  | —  | —   |                                                                       | No Mercy                       |
| Yeah Ya Know (Takers)                                                                        | 2010 | 44  | 65   | —  | —  | 68 | —  | —  | —  | —  | —   |                                                                       | No Mercy                       |
| Got Your Back (featuring Keri Hilson)                                                        | 2010 | 38  | 10   | 4  | —  | 48 | —  | 33 | —  | —  | 45  | - RIAA: Gold                                                          | No Mercy                       |
| Ya Hear Me[N]                                                                                | 2010 | 118 | 81   | —  | —  | —  | —  | —  | —  | —  | —   |                                                                       | No Mercy                       |
| Get Back Up (featuring Chris Brown)                                                          | 2010 | 70  | 37   | 20 | 91 | —  | —  | —  | —  | —  | —   |                                                                       | No Mercy                       |
| I Can't Help It[O] (featuring Rocko)                                                         | 2010 | 103 | —    | —  | —  | —  | —  | —  | —  | —  | —   |                                                                       | No Mercy                       |
| No Mercy[P] (featuring The-Dream)                                                            | 2010 | 123 | 40   | 19 | —  | —  | —  | —  | —  | —  | —   |                                                                       | No Mercy                       |
| That's All She Wrote (featuring Eminem)                                                      | 2011 | 18  | 101  | —  | —  | 46 | —  | —  | —  | —  | 158 |                                                                       | No Mercy                       |
| We Don't Get Down Like Y'all (featuring B.o.B)                                               | 2011 | 78  | —    | —  | —  | —  | —  | —  | —  | —  | —   |                                                                       | non-album singles              |
| I'm Flexin (featuring Big K.R.I.T.)                                                          | 2011 | 66  | 32   | 23 | —  | —  | —  | —  | —  | —  | —   |                                                                       | non-album singles              |
| Here Ye, Hear Ye[Q] (featuring Sk8brd)                                                       | 2011 | —   | 119  | —  | —  | —  | —  | —  | —  | —  | —   |                                                                       | non-album singles              |
| Love This Life                                                                               | 2012 | 81  | 39   | —  | —  | —  | —  | —  | —  | —  | —   |                                                                       | non-album singles              |
| Like That[R]                                                                                 | 2012 | 113 | 105  | —  | —  | —  | —  | —  | —  | —  | —   |                                                                       | non-album singles              |
| Go Get It                                                                                    | 2012 | 77  | 40   | 18 | —  | 86 | —  | —  | —  | —  | —   |                                                                       | Trouble Man: Heavy Is the Head |
| Ball (featuring Lil Wayne)                                                                   | 2012 | 50  | 11   | 10 | —  | 58 | —  | —  | —  | —  | —   | - RIAA: Gold                                                          | Trouble Man: Heavy Is the Head |
| Trap Back Jumpin                                                                             | 2012 | —   | 38   | 10 | —  | —  | —  | —  | —  | —  | —   |                                                                       | Trouble Man: Heavy Is the Head |
| Sorry (featuring André 3000)                                                                 | 2012 | 116 | 36   | 14 | —  | —  | —  | —  | —  | —  | —   |                                                                       | Trouble Man: Heavy Is the Head |
| Hello (featuring Cee Lo Green)                                                               | 2013 | —   | —    | —  | —  | —  | —  | —  | —  | —  | —   |                                                                       | Trouble Man: Heavy Is the Head |
| Memories Back Then (featuring B.o.B, Kendrick Lamar and Kris Stephens)                       | 2013 | 88  | 30   | —  | —  | —  | —  | —  | —  | —  | —   |                                                                       | non-album singles              |
| Wit' Me (featuring Lil Wayne)                                                                | 2013 | 80  | 27   | 21 | —  | —  | —  | —  | —  | —  | —   |                                                                       | non-album singles              |
| About the Money (featuring Young Thug)                                                       | 2014 | 42  | 12   | 10 | —  | —  | —  | —  | —  | —  | —   | - RIAA: Gold                                                          | Paperwork                      |
| "No Mediocre" (featuring Iggy Azalea)                                                        | 2014 | 33  | 8    | 6  | 36 | 59 | 41 | —  | 34 | —  | 49  | - RIAA: Platinum - ARIA: Gold - MC: Gold                              | Paperwork                      |
| "Private Show" (featuring Chris Brown)                                                       | 2015 | 120 | 42   | —  | —  | —  | —  | —  | —  | —  | —   |                                                                       | Paperwork                      |
| "Project Steps"                                                                              | 2015 | —   | —    | —  | —  | —  | —  | —  | —  | —  | —   |                                                                       | Da' Nic                        |
| "Check, Run It"                                                                              | 2015 | —   | —    | —  | —  | —  | —  | —  | —  | —  | —   |                                                                       | Da' Nic                        |
| "Money Talk"                                                                                 | 2016 | —   | —    | —  | —  | —  | —  | —  | —  | —  | —   |                                                                       | non-album singles              |
| "Dope" (featuring Marsha Ambrosius)                                                          | 2016 | 121 | 46   | —  | —  | —  | —  | —  | —  | —  | —   |                                                                       | non-album singles              |
| "We Will Not"                                                                                | 2016 | —   | —    | —  | —  | —  | —  | —  | —  | —  | —   |                                                                       | Us or Else                     |
| "Warzone"                                                                                    | 2016 | —   | —    | —  | —  | —  | —  | —  | —  | —  | —   |                                                                       | Us or Else                     |
| "Jefe" (featuring Meek Mill)                                                                 | 2018 | 121 | —    | —  | —  | —  | —  | —  | —  | —  | —   |                                                                       | Dime Trap                      |
| "Wraith" (featuring Yo Gotti)                                                                | 2018 | —   | —    | —  | —  | —  | —  | —  | —  | —  | —   |                                                                       | Dime Trap                      |
| "The Weekend" (with Young Thug)                                                              | 2018 | —   | —    | —  | —  | —  | —  | —  | —  | —  | —   |                                                                       | Dime Trap                      |
| "Fuck Nigga"                                                                                 | 2019 | —   | —    | —  | —  | —  | —  | —  | —  | —  | —   |                                                                       | non-album singles              |
| "Sabotage"                                                                                   | 2019 | —   | —    | —  | —  | —  | —  | —  | —  | —  | —   |                                                                       | non-album singles              |
| "Black Savage" (with Royce da 5'9", featuring Sy Ari da Kid, White Gold and Cyhi the Prynce) | 2019 | —   | —    | —  | —  | —  | —  | —  | —  | —  | —   |                                                                       | The Allegory                   |
| "They Don't" (with Nasty C)                                                                  | 2020 | —   | —    | —  | —  | —  | —  | —  | —  | —  | —   |                                                                       | Zulu Man with Some Power       |
| "Ring" (featuring Young Thug)                                                                | 2020 | 117 | —    | —  | —  | —  | —  | —  | —  | —  | —   |                                                                       | The L.I.B.R.A.                 |
| "Pardon" (featuring Lil Baby)                                                                | 2020 | 97  | 40   | —  | —  | —  | —  | —  | —  | —  | —   |                                                                       | The L.I.B.R.A.                 |
| "—" denotes a recording that did not chart or was not released in that territory.            |      |     |      |    |    |    |    |    |    |    |     |                                                                       |                                |

## Collaborations
- 2001 : 
  - I'm Serious ft Beenie Man
- 2003 :
  - Never Scared ft BoneCrusher & Killer Mike
- 2004 :
  - Let's Get Away ft Jazze Pha
  - Bring Em Out ft Jay-Z
  - Soldier ft Destiny's Child & Lil Wayne
  - Round Here ft Memphis Bleek & Trick Daddy
  - The One ft Cee-Lo & Jazze Pha
- 2005 :
  - 3 Kings ft Slim Thug & Bun B
  - Touch ft Amerie
  - I'm a King avec P$C ft Lil' Scrappy & Big Kuntry King
- 2006 :
  - Front Back ft UGK
  - Shoulder Lean ft Young Dro
  - Live In The Sky ft Jamie Foxx
  - Make It Rain [Remix] ft Fat Joe, R.Kelly, Lil' Wayne, Birdman, Rick Ross & Ace Mack
  - My Love ft Justin Timberlake
  - Pac's Life ft 2Pac, Ashanti & Snoop Dogg
  - Tell 'Em What They Wanna Hear ft Rashad & Young Dro
- 2007 :
  - You Know What It Is ft Wyclef Jean
  - Hurt ft AlfaMega & Busta Rhymes
  - I'm a Flirt [Remix] ft R.Kelly & T-Pain
  - We Takin' Over ft DJ Khaled, Akon, Fat Joe, Rick Ross, Birdman & Lil' Wayne
  - Whatever U Like ft Nicole Scherzinger
  - That's Right ft Big Kuntryn King
  - 5000 Ones ft DJ Drama, Nelly, Twista, Yung Joc, Willie the Kid & Young Jeezy
  - For a Minute ft B.G.
- 2008 :
  - Do Ya Thang ft P$C
  - I'll Be Lovin' U Long Time ft Mariah Carey
  - Uh Huh feat. Alfamega
  - My Life Your Entertainment ft Usher
  - Swagga Like Us ft Jay-Z, Kanye West & Lil' Wayne
  - Live Your Life ft Rihanna
  - On Top of the World ft Ludacris & B.o.B
  - Wish You Would ft Ludacris
  - Just Like Me ft Jamie Foxx
  - Day Dreaming  ft DJ Drama, Akon & Snoop Dogg
  - Ain't I ft Yung La & Young Dro
  - Live Your Life ft Rihanna
- 2009 :
  - U Had It All ft Chrishan
  - Dead and Gone ft Justin Timberlake
  - Remember Me ft Mary J. Blige
  - In My Bag ft Usher & Houssein Yahya
- 2010 :
  - Hello Good Morning ft Dirty Money & P. Diddy
  - Guilty ft Usher
  - Bet I ft B.o.B & Playboy Tre
  - Make Up Bag ft The-Dream
  - Not Lost ft B.o.B
  - Got Your Back ft Keri Hilson
  - Get Back Up ft Chris Brown
  - I Can't Help It ft Rocko
  - No Mercy ft The-Dream
  - Pledge Allegiance To The Swag ft Rick Ross
  - Castle Walls ft Christina Aguilera
  - Winner ft Jamie Foxx, Justin Timberlake
  - Down Like That ft Fergie
  - That's All She Wrote ft Eminem
- 2011 :
  - We Don't Get Down Like Y'all ft B.o.B
  - I'm Flexin ft Big K.R.I.T.
- 2013 :
  - Blurred Lines ft Robin Thicke & Pharrell Williams
  - Jewels N' Drugs ft Lady Gaga, Too Short & Twista
- 2014:
  - No Mediocre ft Iggy Azalea